# Sportvereinigung

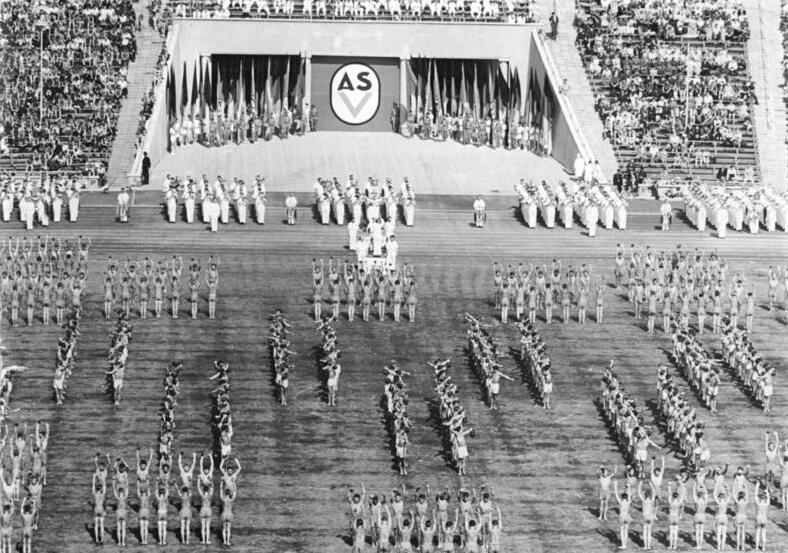
Massenübung der Sportvereinigungen Vorwärts und Dynamo 1957 in Leipzig

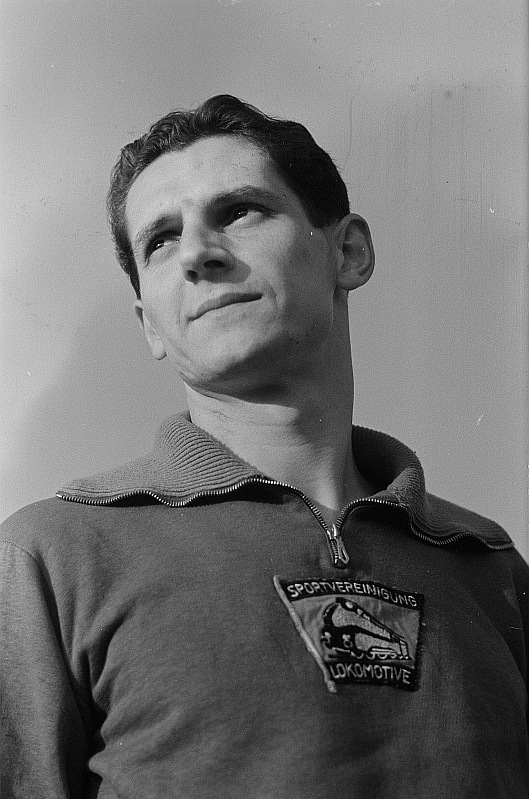
Handballspieler mit dem Logo der Sportvereinigung Lokomotive (SV Lok) auf der Brust

Sportvereinigungen (SV) waren spezielle Sportorganisationen im DDR-Sportsystem, die nach Gewerkschaftsbereichen geordnet waren. In der DDR gab es 18 Sportvereinigungen, davon 16 zivile. Die beiden übrigen waren die Sportvereinigungen des Militärs (Armeesportvereinigung Vorwärts) und der inneren Sicherheitsorgane (Sportvereinigung Dynamo). Fast alle Sportgemeinschaften der DDR waren einer dieser Sportvereinigungen zugeteilt. Der überwiegende Teil der Sportvereinigungen wurde Anfang der 1950er Jahre gegründet, jedoch 1957 schon wieder aufgelöst.

## Geschichte
Nachdem in der Sowjetischen Besatzungszone der Sport zunächst kommunal organisiert worden war, erfolgte ab Ende der 1940er Jahre eine Umstrukturierung. Die Sportgemeinschaften wurden Trägerbetrieben zugeordnet. Dies machte sich auch äußerlich am SG-Namen bemerkbar; die anfangs nach dem Muster „SG + Ortsname (+ Ortsteil)“ gebildeten Bezeichnungen für die Sportgemeinschaften (beispielsweise SG Dresden-Friedrichstadt) wichen dem Kürzel „BSG“ (Betriebssportgemeinschaft). Andere gängige Kürzel waren ASG (Armeesportgemeinschaft) und HSG (Hochschulsportgemeinschaft). Zwischen dem Kürzel und dem Ortsnamen wurde in der Regel ein weiterer Namensbestandteil eingeschoben. Dieser stand nach sowjetischem Vorbild in engem Bezug zum Gewerkschaftsbereich des jeweiligen Trägerbetriebes.
Grund dafür war der am 3. April 1950 vom Deutschen Sportausschuß gefasste Beschluss „Über die Reorganisation des Sports auf Produktionsebene“. Er sah die Bildung von zentralen Sportvereinigungen auf der Basis der Gewerkschaftsstruktur in der DDR vor, jede SV stand für einen Gewerkschaftsbereich. Alle Sportgemeinschaften erhielten entsprechend ihrer übergeordneten Sportvereinigung einheitliche Namen. In der Zeit zwischen 1950 und 1957 wurden die Sportgemeinschaften in der DDR den insgesamt 18 Sportvereinigungen zugeordnet. Zuerst entstand am 12. Mai 1950 die Sportvereinigung Motor, in den nächsten Wochen folgten Wismut, Lokomotive und Deutsche Volkspolizei. Laut einer im November 1950 verfassten Analyse standen damals die Sportvereinigungen Stahl, Aktivist und Einheit kurz vor ihrer Gründung, die Sportvereinigungen Rotation, Chemie und Traktor wurden später konstituiert.
Mit der Gründung des Deutschen Turn- und Sportbundes kam es 1957 zu einer erneuten grundhaften Umstrukturierung des DDR-Sportsystems. Seither spielte die Untergliederung nach Sportarten, die in neugebildeten Sportverbänden (beispielsweise Deutscher Handballverband) Ausdruck fand, eine wichtigere Rolle als jene nach Gewerkschaftsbereichen. Folglich gingen 14 der 18 Sportvereinigungen im Mai 1957 in den Bezirksverbänden des DTSB auf. Neben den Sportvereinigungen Dynamo und Vorwärts, die erst in der Wendezeit aufgelöst wurden, bestanden bis 1978 noch die Sportvereinigungen der beiden großen „Staatskonzerne“ Wismut und Reichsbahn (Lokomotive) mit dem Status einer DTSB-Bezirksorganisation weiter. Über das Bestehen der SV hinaus blieben lediglich die von ihnen herrührenden Namen vieler Betriebssportgemeinschaften und Sportclubs erhalten.

## Liste der Sportvereinigungen
| Logo | Name                  | Gewerkschaftsbereich                                         | Gründungsdatum                                                      | Mitgliederzahl im Jahr 1954 | Beispiele                                                                        |
| ---- | --------------------- | ------------------------------------------------------------ | ------------------------------------------------------------------- | --------------------------- | -------------------------------------------------------------------------------- |
|      | Aktivist              | IG Bergbau                                                   | Mai/Juni 1950                                                       | 54.170                      | BSG Aktivist Zwickau BSG Aktivist Schwarze Pumpe SC Aktivist Brieske-Senftenberg |
|      | Anker                 | Werften                                                      | 1. September 1950                                                   | –                           | BSG Anker Wismar                                                                 |
|      | Aufbau                | Bauwesen und Holzindustrie                                   | 15./16. September 1951 in Magdeburg                                 | 53.700                      | SC Aufbau Magdeburg BSG Aufbau Krumhermersdorf BSG Aufbau Boizenburg             |
|      | Chemie                | IG Chemie, Glas und Keramik                                  | August 1950                                                         | 72.000                      | Hallescher FC Chemie BSG Chemie Premnitz BSG Chemie Böhlen                       |
|      | Deutsche Volkspolizei | Volkspolizei                                                 | 21. Juni 1950, ging 1953 in der SV Dynamo auf                       | –                           | SV Deutsche Volkspolizei Potsdam SV Deutsche Volkspolizei Dresden                |
|      | Dynamo                | Innere Sicherheitsorgane (MfS, Zollverwaltung, Volkspolizei) |                                                                     | 55.699                      | SG Dynamo Dresden BFC Dynamo SC Dynamo Klingenthal                               |
|      | Einheit               | IG Verwaltung, Banken und Versicherungen                     | Mai/Juni 1950                                                       | 100.000                     | SC Einheit Dresden BSG Einheit Greifswald BSG Einheit Wernigerode                |
|      | Empor                 | IG Handel                                                    | Gründungsbeschluss am 31. Oktober 1950, Gründung bis Ende März 1951 | 85.000                      | SC Empor Rostock BSG Empor Lauter BSG Empor Löbau                                |
|      | Fortschritt           | IG Textil, Bekleidung, Leder                                 | Anfang Februar 1951 in Neugersdorf                                  | 66.000                      | SC Fortschritt Weißenfels BSG Fortschritt Cottbus                                |
|      | Lokomotive            | IG Eisenbahn                                                 | 5. Juni 1950                                                        | 85.700                      | 1. FC Lokomotive Leipzig BSG Lokomotive Magdeburg BSG Lokomotive Stendal         |
|      | Mechanik              | IG Metall – Metallindustrie                                  |                                                                     | –                           | BSG Mechanik Arnstadt                                                            |
|      | Medizin               | Gewerkschaft Gesundheitswesen                                | Anfang Dezember 1951 in Erfurt                                      | 28.000                      | BSG Medizin Markkleeberg BSG Medizin Luckau BSG Medizin Berlin 1896              |
|      | Motor                 | IG Metall – Autoindustrie, Maschinenbau                      | 12. Mai 1950                                                        | 173.770                     | SC Motor Jena BSG Motor Zwickau BSG Motor Altenburg                              |
|      | Post                  | Post- und Fernmeldewesen                                     | 30. September 1951 in Halle                                         | 22.000                      | BSG Post Neubrandenburg BSG Post Schwerin BSG Post Jena                          |
|      | Rotation              | IG Druck und Papier                                          | Juli 1950 in Berlin                                                 | 31.600                      | SC Rotation Leipzig BSG Rotation Berlin BSG Rotation Babelsberg                  |
|      | Stahl                 | IG Metallurgie                                               | 4. November 1951 in Leipzig                                         | 30.000                      | BSG Stahl Riesa BSG Stahl Brandenburg BSG Stahl Eisenhüttenstadt                 |
|      | Traktor               | IG Forst- und Landwirtschaft                                 | Juni 1950 oder 18. März 1951 in Hagenow                             | 140.000                     | SC Traktor Schwerin SC Traktor Oberwiesenthal BSG Traktor Teuchern               |
|      | Turbine               | IG Energie                                                   |                                                                     | 21.700                      | SC Turbine Erfurt BSG Turbine Halle BSG Turbine Potsdam                          |
|      | Vorwärts              | Militär (Kasernierte Volkspolizei, Nationale Volksarmee)     |                                                                     |                             | ASK Vorwärts Frankfurt ASK Vorwärts Oberhof ASG Vorwärts Dessau                  |
|      | Wismut                | Uranbergbau                                                  |                                                                     |                             | BSG Wismut Aue SG Wismut Gera SC Wismut Karl-Marx-Stadt                          |
|      | Wissenschaft          | Universitäten und Hochschulen                                | 15. Juli 1951 in Leipzig                                            | 28.730                      | HSG Wissenschaft Halle SC Wissenschaft DHfK Leipzig HSG Wissenschaft TH Dresden  |

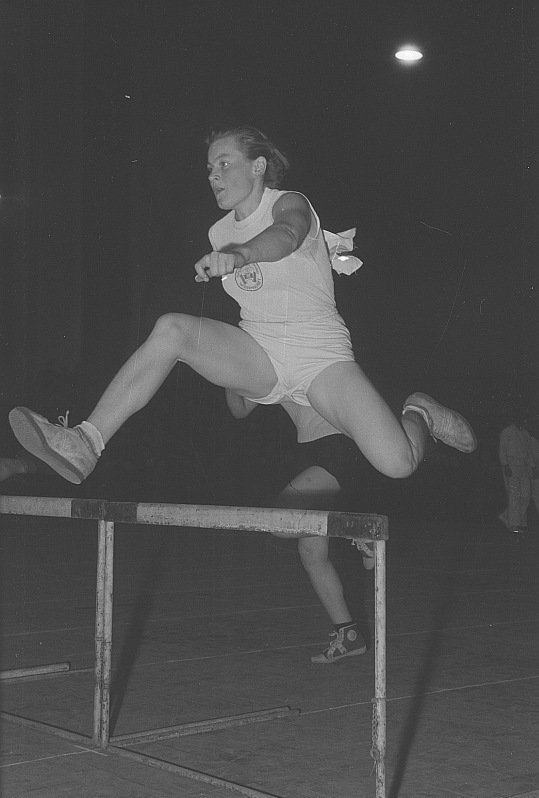
Hürdenläuferin der Sportvereinigung Wissenschaft

Darüber hinaus waren in seltenen Fällen noch weitere DDR-typische Bezeichnungen anzutreffen. Sie stammen zumeist aus einer Zeit, in der die Vereinheitlichung der Sportvereinigungen noch nicht gegriffen hat. Beispiele sind die BSG Anker Wismar (Werften als Teil des Maschinenbaus, deshalb später SV Motor), die BSG VVB Tabak Dresden (Zigarettenindustrie als Teil der Genussmittelindustrie, deshalb später SV Empor) sowie die BSG Energie Neubrandenburg (Energieindustrie, deshalb später SV Turbine). Ab den 1960er Jahren schlossen sich vermehrt Betriebssportgemeinschaften unterschiedlicher Sportvereinigungen zusammen, die dann in der Regel als TSG auftraten (beispielsweise TSG Neustrelitz, TSG Lübbenau und TSG Elsterwerda). Vereinzelt nahmen Betriebssportgemeinschaften auch den Namen ihres Trägerbetriebs an (beispielsweise BSG Sachsenring Zwickau). Nur in wenigen Fällen hatten sich Sportgemeinschaften nicht dem BSG-System angeschlossen und gaben sich unabhängige Namen (beispielsweise Sportfreunde Johannisthal, SG Gittersee).

## Funktion
Die Sportvereinigungen waren wichtige Säulen in der Anfangszeit des DDR-Sports. Sie hatten die Aufgabe, die Förderung der Sportgemeinschaften innerhalb ihres Gewerkschaftsbereiches zu organisieren und den Sportverkehr zu regeln. Letzteres geschah unter anderem durch die Organisation zentraler SV-Wettkämpfe, aber auch durch Einflussnahme beim Sportlerwechsel zu anderen Sportgemeinschaften. Gegliedert waren die Sportvereinigungen in Bezirksorganisationen.
Als ab 1954 der Leistungssport vom Breitensport separiert wurde, gründeten alle Sportvereinigungen bis auf die SV Medizin und die SV Post einen Sportclub (SC), manchmal auch mehrere. In der Regel wurde der Sportclub in einer Stadt angesiedelt, in der ein leistungsstarker VEB des jeweiligen Gewerkschaftsbereichs die Funktion des Trägerbetriebs übernahm. So befand sich beispielsweise der SC Wismut Karl-Marx-Stadt in der Stadt, in der auch die SDAG Wismut ihren Sitz hatte (Stadtteil Chemnitz-Siegmar). Als die Sportclubs der SV ab 1961 den Bezirkssportclubs wichen, gab es die meisten Sportvereinigungen bereits nicht mehr. Somit wurde die bisherige Systematik mit den Sportvereinigungsbezeichnungen in den BSG- oder SC-Namen durchbrochen, was sich 1965/66 bei der Gründung der Fußballclubs (FC) fortsetzte.